# مثلات (الصومعة)

تعديل مصدري - تعديل

مثلات هي إحدى قرى عزلة ال اليحوي بمديرية الصومعة التابعة لمحافظة البيضاء، بلغ تعداد سكانها 28 نسمة حسب تعداد اليمن لعام 2004.